# Leukippidy
Leukippidy – w mitologii greckiej córki Leukiposa, Hilajra i Fojbe. Zaręczone z Afaretydami, w dniu wesela porwane przez Dioskurów. Po śmierci stały się boginiami, a służące im kapłanki także nazywano Leukippidami.